# Molibdato de alumínio

Alumínio molibdato é o composto químico de fórmula química Al2(MoO4)3.